# Michael Bociurkiw

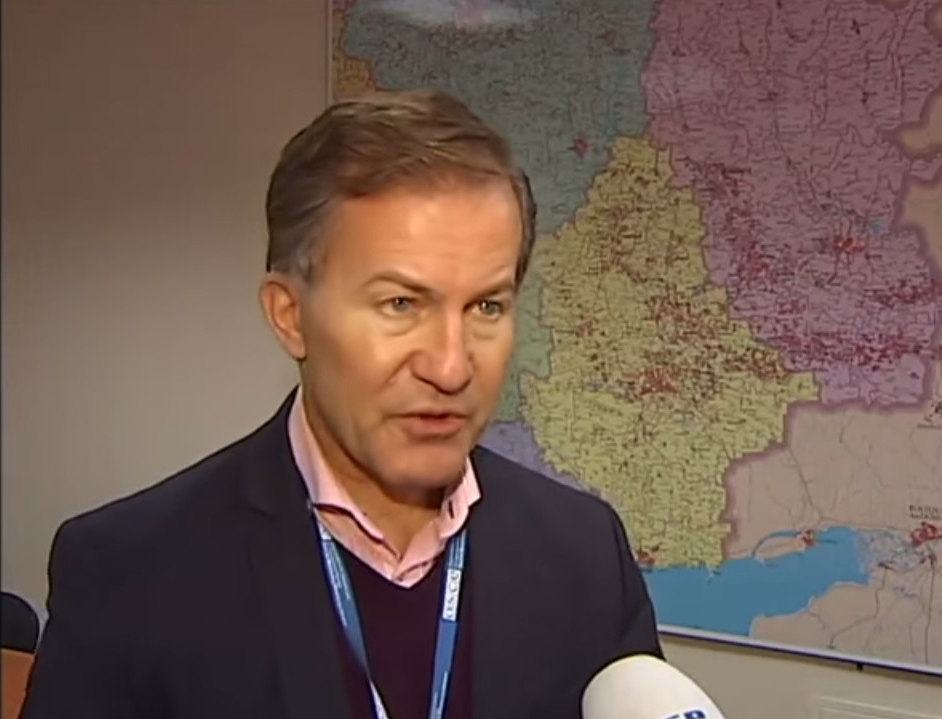
Michael Bociurkiw (2015)

Michael Bociurkiw (* 1961 in Kanada) ist ein kanadischer Journalist, Öffentlichkeitsarbeiter und Ukraine-Experte. Er ist ukrainischer Abstammung und wuchs im kanadischen Ottawa auf. Seit 2008 lebt er in Sidnay auf Vancouver Island.
Bociurkiw arbeitete als Journalist in Nordamerika und Asien. Für die Vereinten Nationen, die UNICEF und die Weltgesundheitsorganisation war er als Kommunikationsberater tätig. Bei der Parlamentswahl in der Ukraine 2012 war er als Wahlbeobachter Kanadas anwesend.
Bociurkiw ist Sprecher der OSZE-Beobachtermission während des Krieges in der Ukraine seit 2014 und wurde in dieser Funktion weltweit bekannt; sein Büro als OSZE-Beobachter befindet sich in Kiew. Er gehörte zu den ersten neutralen Personen, die Zutritt zur Absturzstelle von Malaysia-Airlines-Flug 17 hatten.